# Demi Vollering
Demi Vollering, née le 15 novembre 1996 à Pijnacker aux Pays-Bas, est une coureuse cycliste néerlandaise professionnelle. Révélée par ses performances sur les classiques ardennaises, elle est complète, bonne grimpeuse et sprinteuse, elle a aussi de bons résultats en contre-la-montre.  
En 2023, elle devient la deuxième coureuse après Anna van der Breggen à réussir le triplé sur les classiques ardennaises dans une même saison. Cette même saison, elle remporte le Tour de France Femmes.

## Biographie

### Jeunesse
Demi Vollering est née en 1996 à Pijnacker, elle est la sœur ainée des coureuses cyclistes Nena (2001) et Bodine (2003) Vollering.
Après avoir d'abord pratiqué le patinage de vitesse, elle s'est tournée vers le cyclisme et participé à ses premières courses à l'âge de 16 ans.
Pendant plusieurs années, elle a travaillé comme arrangeuse florale dans la pépinière de son père et de son oncle. En 2017, elle a même obtenu un diplôme officiel de conception florale. Après avoir travaillé à temps plein chez deux fleuristes, elle a réduit son activité à quelques jours par semaine puis arrêté complètement en 2018 afin de se consacrer pleinement au vélo et rejoindre son fiancé et manager Jan de Voogd.

## Carrière
Elle habite à Berkel en Rodenrijs. Elle s'engage fin 2018 avec la formation Parkhotel Valkenburg pour deux ans. En 2020, elle rejoint l'équipe SD Worx.

### 2019-2020: début de carrière avec Parkhotel Valkenburg

#### 2019: top 10 sur les classiques ardennaises
En 2019, elle prend la septième place de l'Amstel Gold Race, dans le groupe de tête,. Elle est ensuite cinquième de la Flèche wallonne au sommet du mur de Huy. Sur Liège-Bastogne-Liège, elle remporte le sprint pour la troisième place derrière Annemiek van Vleuten et Floortje Mackaij, toutes deux échappées. Ces performances sur les classiques ardennaises attirent naturellement l'attention.
Au Festival Elsy Jacobs, elle remporte le prologue,. Elle est quatrième le lendemain et conserve son maillot. Sur la dernière étape, Lisa Brennauer s'impose et remporte ainsi le classement général grâce aux bonifications. Demi Vollering est deuxième de l'épreuve.
Au Tour d'Émilie, elle s'impose devant Elisa Longo Borghini dans cette course de côte vers le Sanctuaire Madonna di San Luca.

#### 2020: confirmation
Elle est sélectionnée pour les championnats d'Europe sur route.
Sur la course by Le Tour de France, lors du deuxième tour, dès le début de l'ascension, Annemiek van Vleuten imprime un rythme très élevé qui élimine toutes les concurrentes à l'exception de : Elisa Longo Borghini, Elizabeth Deignan, Marianne Vos, Katarzyna Niewiadoma et Demi Vollering, cette dernière faisant l'élastique. Au sprint, elle est troisième. Elle est sélectionnée pour les championnats du monde sur route.
Sur la Flèche wallonne, dans la dernière ascension du mur de Huy, Anna van der Breggen donne l'allure. Demi Vollering attaque, mais trop tôt, et est reprise. Elle est troisième. À Liège-Bastogne-Liège, elle loupe la bonne échappée, mais se classe onzième.
À Gand-Wevelgem, elle se trouve dans le groupe de onze favorites qui sort dans le mont Kemmel. Elle est septième. Au Tour des Flandres, dans le Taienberg, Demi Vollering accélère, elle est pourchassée par van der Breggen. Le peloton est très étiré sur cette montée. Elle reste ensuite dans le groupe de tête et se classe septième.

### 2021-2024: montée au sommet du cyclisme féminin avec SD Worx

#### 2021: Liège-Bastogne-Liège et quatrième mondial
À la Flèche brabançonne, la bonne échappée part à vingt-trois kilomètres de l'arrivée avec Vollering. Le sprint se joue entre Vollering et Winder. Bien que la première pense avoir gagné, le lancée de vélo de Ruth Winder s'avère après visualisation de la photo finish victorieux. À l'Amstel Gold Race, dans l'ascension finale du Cauberg, Demi Vollering est placée mais ne peut suivre, mais un regroupement a lieu plus loin. Demi Vollering qui termine son sprint en boulet de canon, prend la deuxième place derrière Marianne Vos. À Liège-Bastogne-Liège, dans le faux-plat non référencé qui suit la Roche aux Faucons, une accélération d'Annemiek van Vleuten provoque la formation d'un groupe de cinq coureuses dont Anna van der Breggen et Demi Vollering. Anna van der Breggen se met complètement au service de Vollering. Celle-ci parvient à conclure en remportant facilement le sprint.
En juillet, à La course by Le Tour de France, la victoire se joue dans l'ascension finale. Vollering revient à deux kilomètres de l'arrivée. La victoire se joue au sprint : Marianne Vos lance le sprint, mais Demi Vollering la remonte et s'impose.

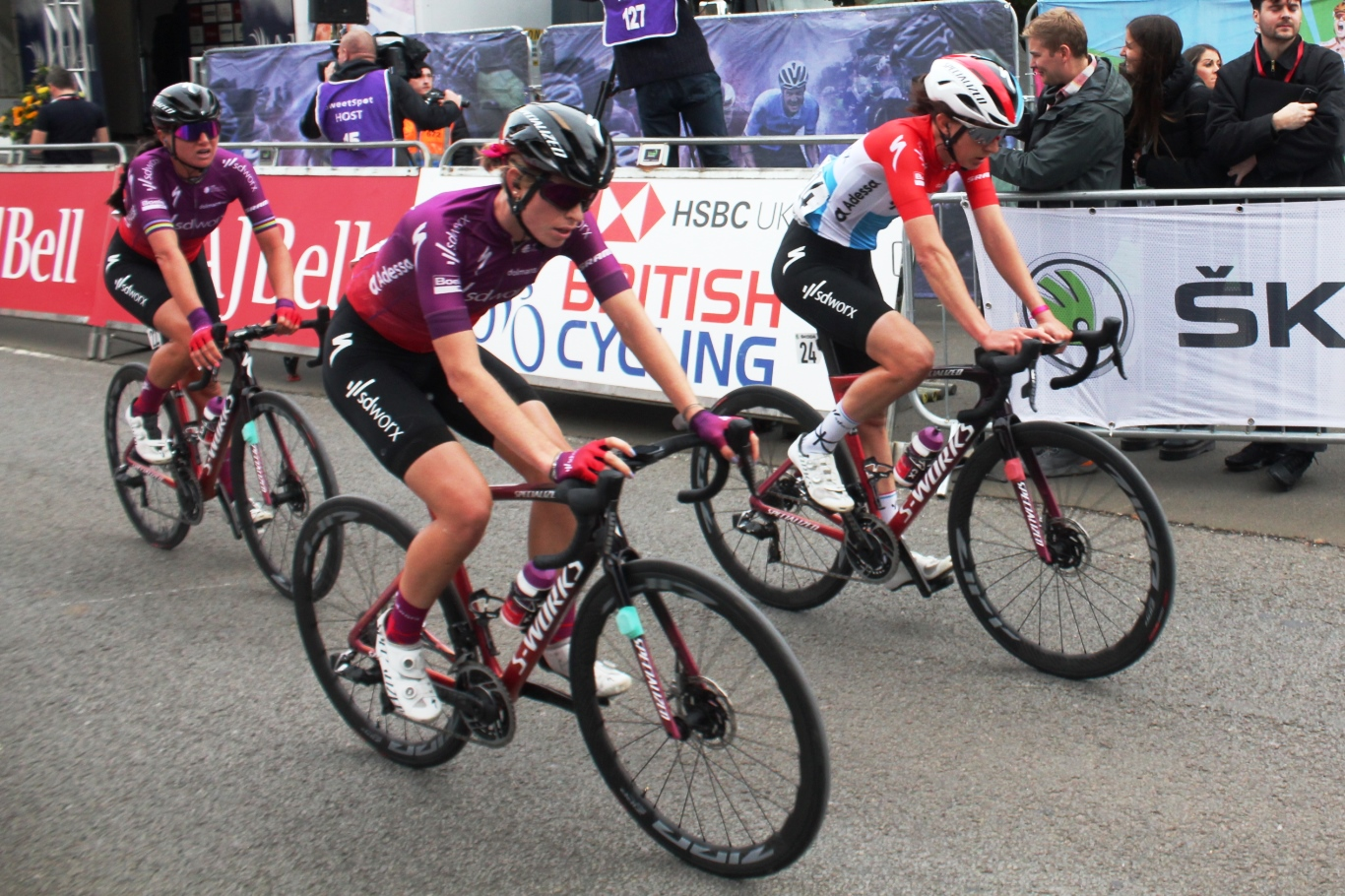
Au Women's Tour (au premier plan)

Elle participe à la course en ligne aux Jeux olympiques qui se solde par une vingt-cinquième place. Au Tour d'Italie, Demi Vollering est troisième de la deuxième étape qui décide du classement général final. Elle est deuxième du contre-la-montre en côte derrière Anna van der Breggen. Lors de la neuvième étape montagneuse, elle est de nouveau deuxième et obtient la troisième place de l'épreuve.
Elle est cinquième des Championnats d'Europe sur route et septième des Championnats du monde,. Cette dernière prestation lui vaut les critiques de ses coéquipières.
Au Women's Tour, Demi Vollering gagne le contre-la-montre de la 3e étape, avec plus d'une minute d'avance ce qui lui permet de remporter l'épreuve à l'issue de la 6e étape.

#### 2022:2edu Tour de France Femmes

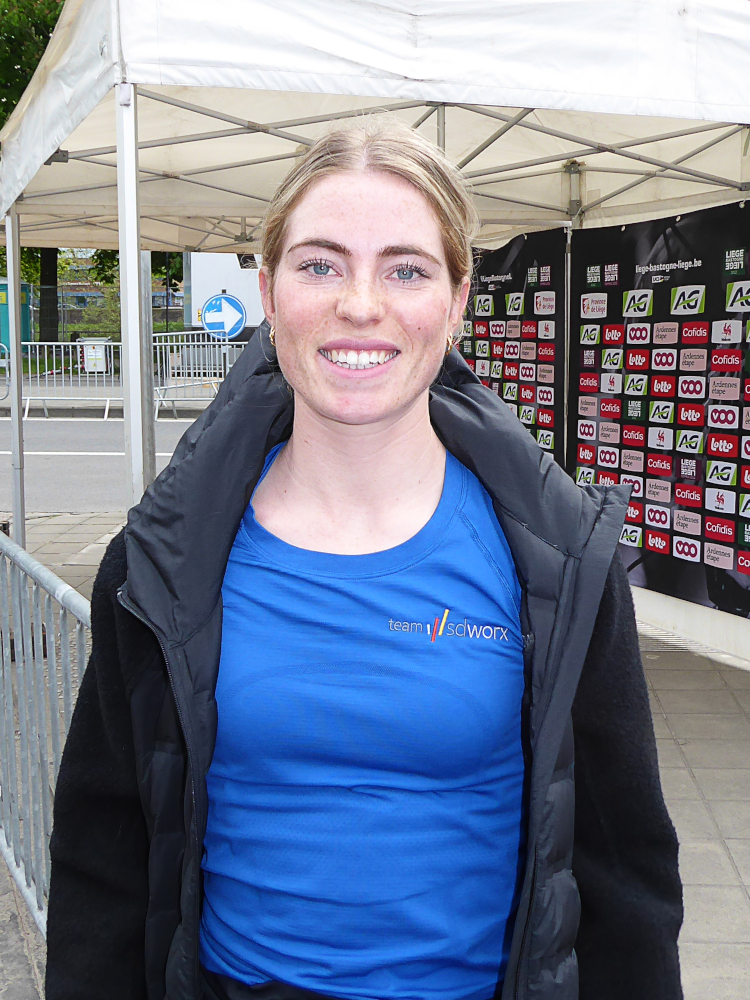
Demi Vollering lors de la présentation des équipes de Liège-Bastogne-Liège 2022

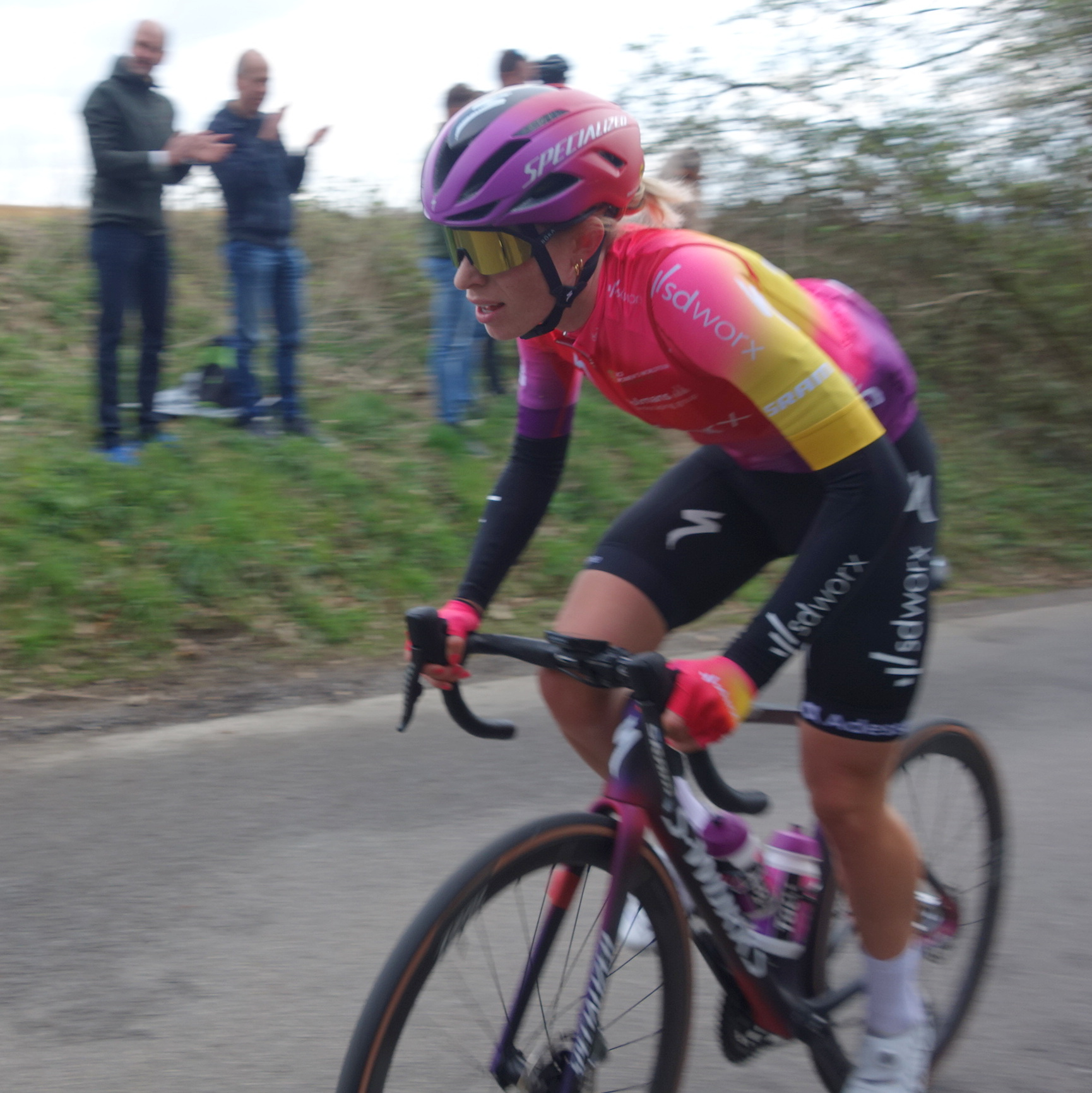
Demi Vollering à l'Amstel Gold Race

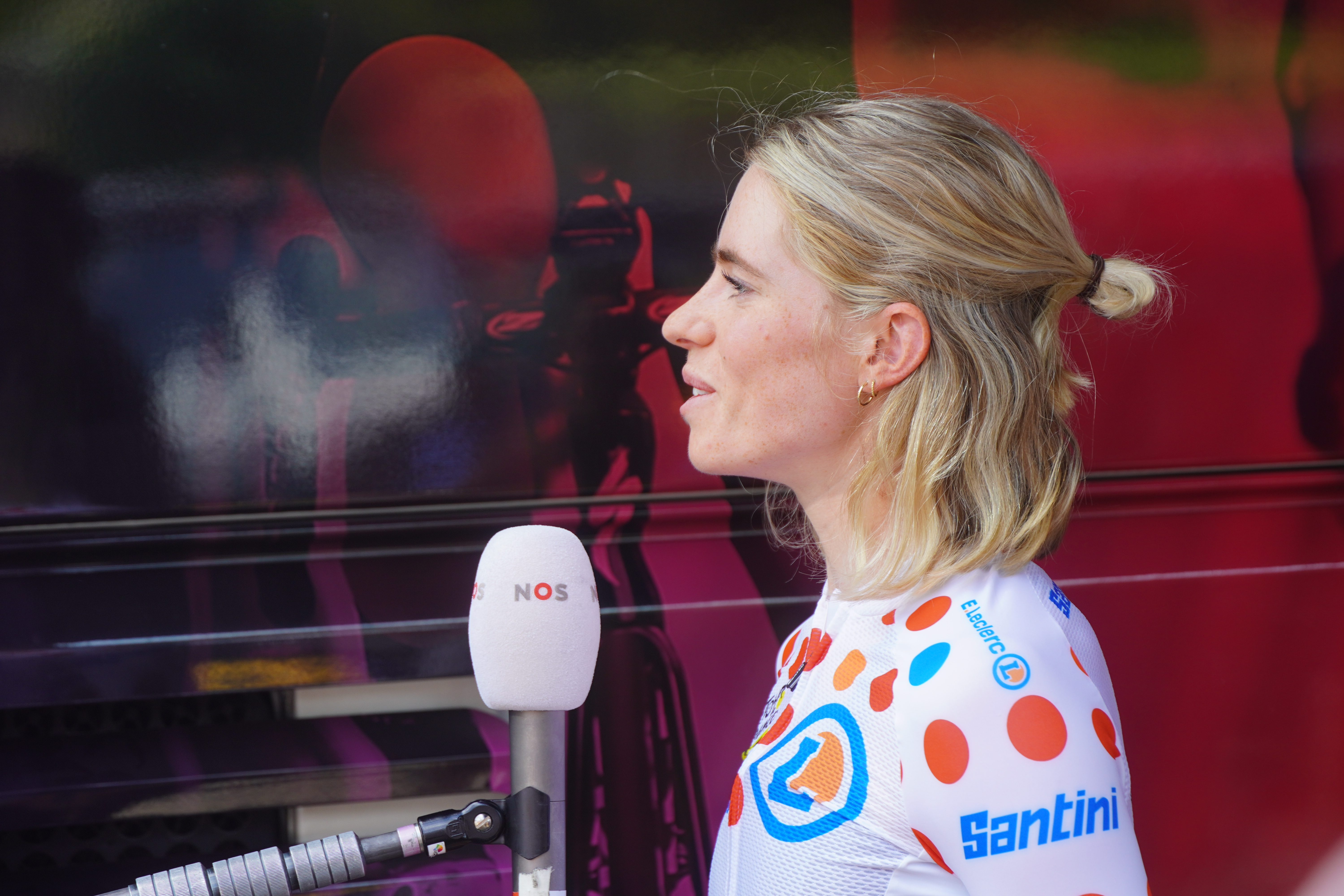
Départ de la 8e et dernière étape du Tour de France Femmes 2022 à Lure en Haute-Saône.

Au Circuit Het Nieuwsblad, elle est avec les favorites dans le mur de Grammont. Dans le Bosberg, Annemiek van Vleuten produit une attaque longue. Demi Vollering est la seule à pouvoir suivre. Van Vleuten lance le sprint de loin, mais n'est pas remontée. À l'Amstel Gold Race, elle est présente à l'avant. Tout se joue dans la dernière ascension du Cauberg. Dans le replat qui la suit, Marta Cavalli sort seule. Derrière, Demi Vollering règle le sprint du groupe. À la Flèche brabançonne, à trente kilomètres du but, Demi Vollering produit une accélération violente. Elle est suivie par Pauliena Rooijakkers. Aux dix kilomètres, Vollering attaque dans la Moskesstraat et distance Rooijakkers. Elle est troisième de la Flèche wallonne. 
Au Tour du Pays basque, elle combine ses qualités de grimpeuse, sprinteuse et de descendeuse pour remporter les trois étapes et le classement général,,. Au Tour de Burgos, elle a un mauvais jour sur la troisième étape et concède du temps. Elle remporte la difficile dernière étape, mais doit se contenter de la troisième place du classement général.
Au Tour de France Femmes, elle chute sans conséquence sur la troisième étape. Sur la première étape de montagne, Annemiek van Vleuten attaque dès le pied de la première difficulté. Seule Demi Vollering peut la suivre. Dans le dernier kilomètre du col du Platzerwasel, van Vleuten lâche définitivement sa compatriote et passe seule en tête au sommet. Demi Vollering conserve néanmoins une avance conséquente sur ses poursuivantes. Elle arrive trois minutes vingt-six après Van Vleuten, mais près de deux minutes avant Cecilie Uttrup Ludwig. Le lendemain, tout se joue dans la montée finale. Comme la veille, Annemiek van Vleuten attaque dans les premiers kilomètres avec tout d'abord Demi Vollering dans la roue. Vollering prend la deuxième place. Elle conclut l'épreuve également sur la deuxième marche du podium. Elle est la meilleure grimpeuse.
Vollering subit une commotion cérébrale lors du Tour de Scandinavie ce qui l'amène à renoncer aux championnats d'Europe. Sélectionnée pour la course en ligne des championnats du monde, elle y est non-partante en raison d'un test positif au SARS-CoV-2.

#### 2023: Tour de France Femmes et numéro 1 mondial

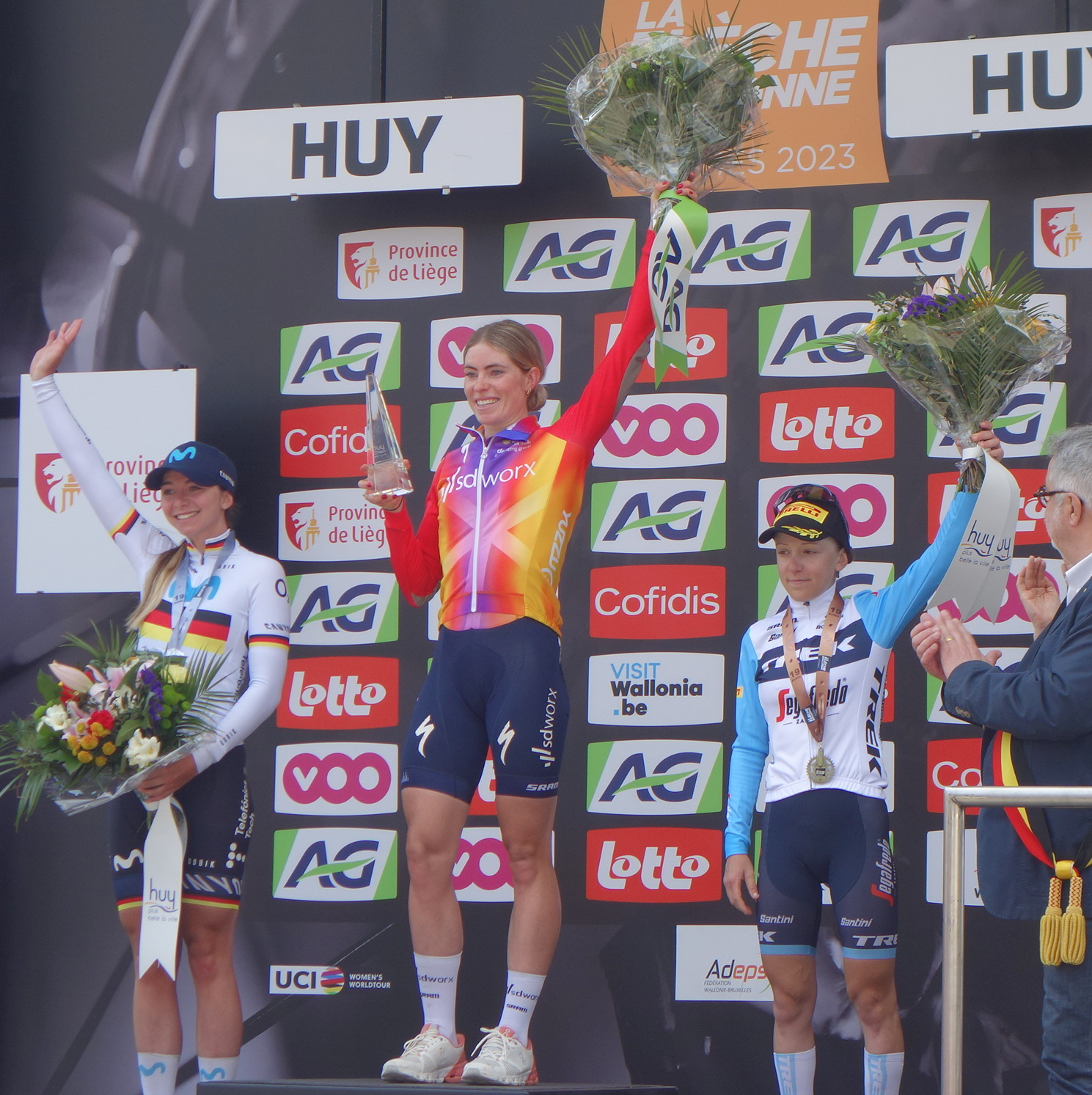
Demi Vollering sur le podium de la Flèche wallonne

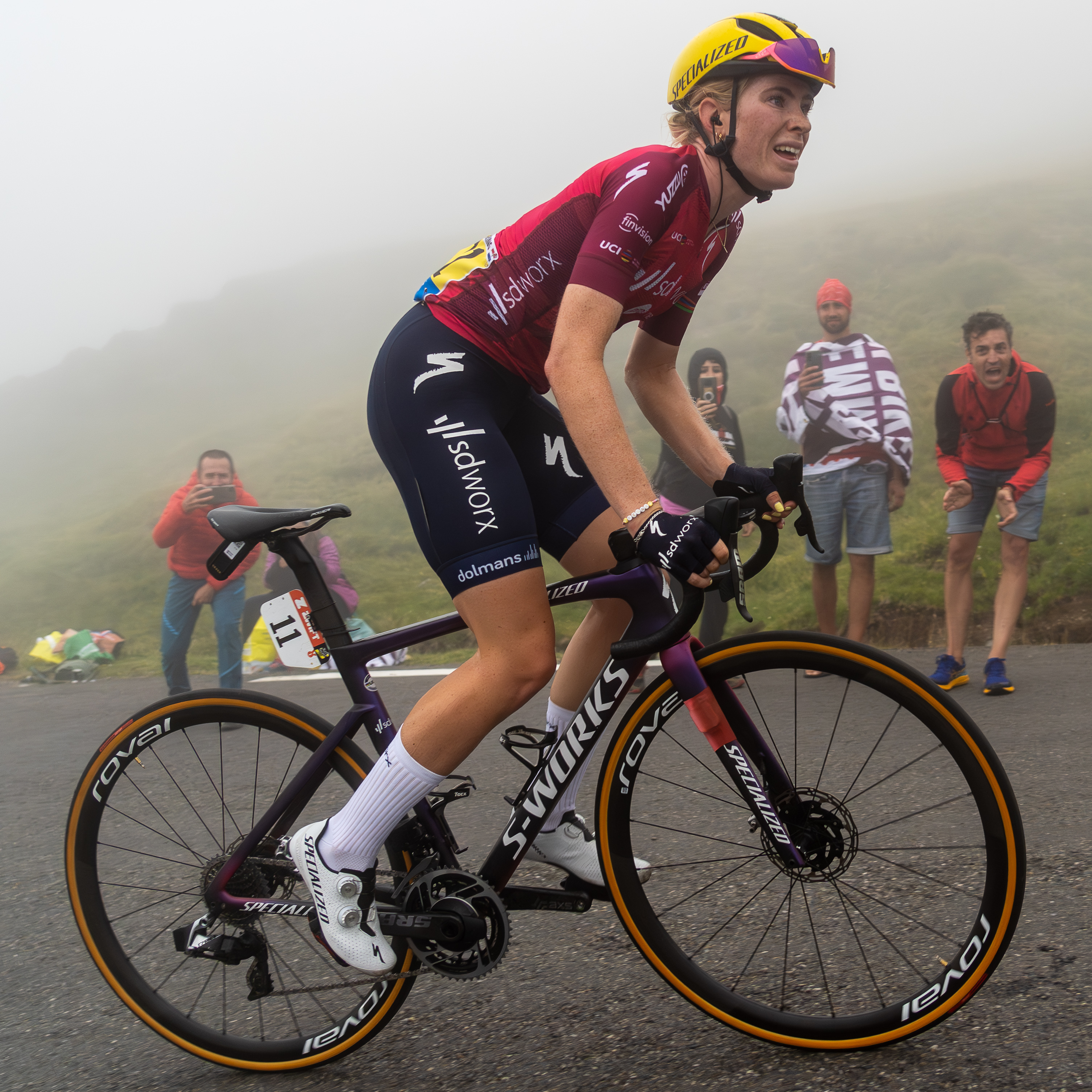
Demi Vollering dans les pentes du Tourmalet

Aux Strade Bianche, elle sort seule peu après le Colle Pinzuto. Elle est plus tard rejointe par sa coéquipière Lotte Kopecky. Elles se départagent au sprint et la Néerlandaise s'impose. Elle gagne À travers les Flandres, avant de finir deuxième du Tour des Flandres derrière Kopecky. À l'Amstel Gold Race, elle place une attaque sèche en haut du Cauberg et n'est plus reprise. Elle s'impose ensuite à la Flèche wallonne. À Liège-Bastogne-Liège, elle profite du travail préalable de Marlen Reusser et contre Annemiek van Vleuten dans le faux-plat suivant la Roche-aux-Faucons. En duo avec Elisa Longo Borghini, elle s'impose au sprint. 
Au Tour d'Espagne, elle gagne la montagneuse cinquième étape et prend la tête du classement général. Le lendemain, la Movistar d'Annemiek van Vleuten accélère alors que Vollering fait un besoin naturel. Van Vleuten prend la tête du classement général. Vollering gagne facilement la dernière étape et perd l'épreuve pour neuf secondes. Elle est ensuite deuxième du Tour du Pays basque puis vainqueur du Tour de Burgos avec à chaque fois deux victoires d'étape. Après une deuxième place au Tour de Suisse, elle devient championne des Pays-Bas sur route.
Au Tour de France, dans l'étape reine, Vollering attaque à cinq kilomètres du col du Tourmalet pour s'imposer. En prenant la deuxième place du contre-la-montre final, elle s'assure la victoire finale. Elle est ensuite deuxième des championnats du monde sur route, derrière Kopecky partie seule. Elle conclut sa saison avec une victoire au Tour de Romandie. Elle est numéro une mondiale et remporte le World Tour, dans les deux cas avec une large marge. Elle a remporté dix-sept victoires pendant l'année 2023.

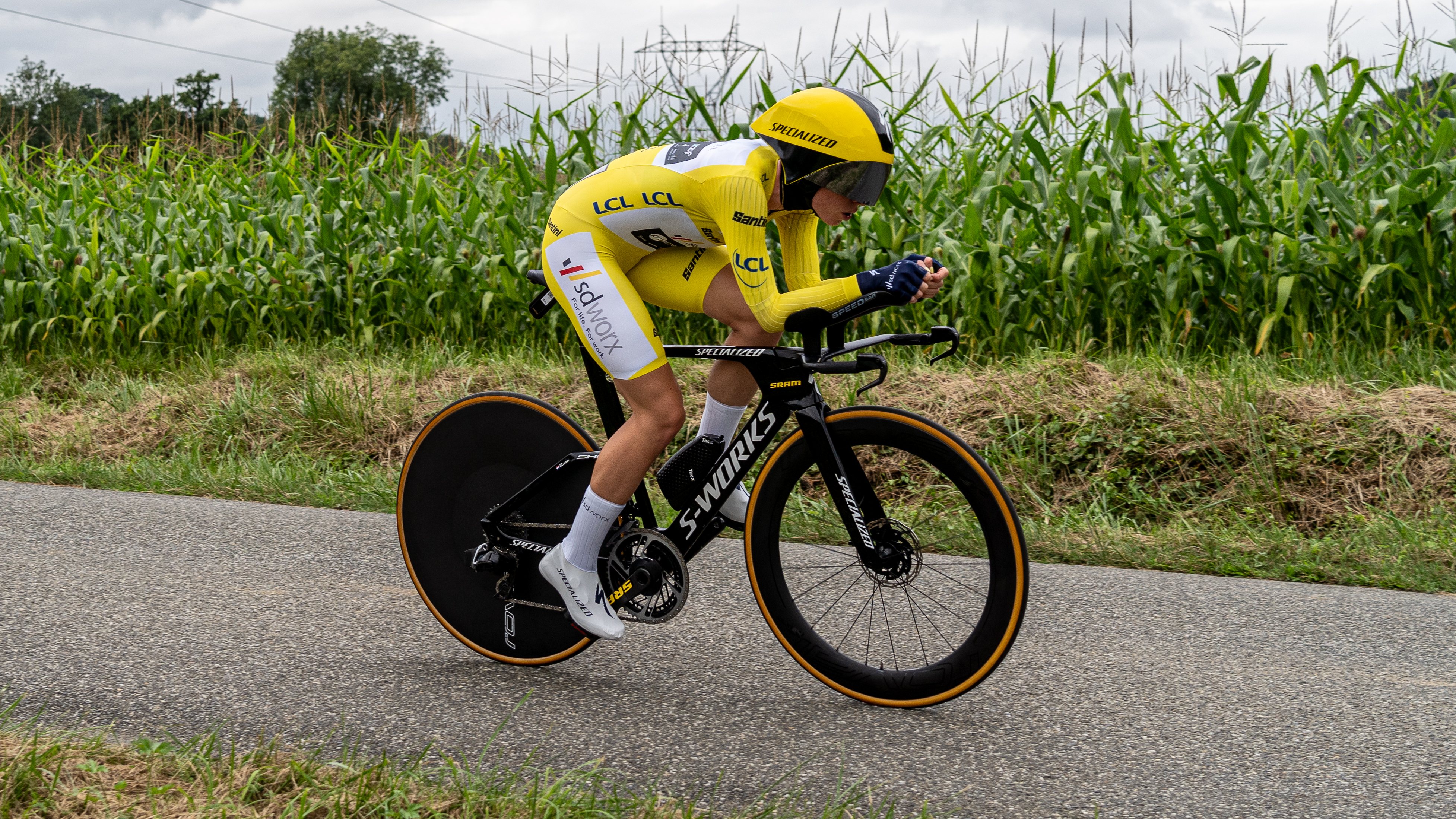
Demi Vollering avec sa tunique jaune sur le Tour de France Femmes 2023

#### 2024: Tour d'Espagne et2edu Tour de France Femmes
Elle est troisième des Strade Bianche,. Au Tour des Flandres, elle est mal placée dans le Koppenberg et doit se contenter de la huitième place. Elle est ensuite deuxième de la Flèche brabançonne. Sur la Flèche wallonne, elle ne peut suivre Katarzyna Niewiadoma et est deuxième. Sur Liège-Bastogne-Liège, elle est troisième du sprint. Elle termine donc la campagne de classiques sans victoire.
Au Tour d'Espagne, elle laisse peu de place au suspense en remportant la première étape de montagne, puis seconde la veille avant d'enfoncer le clou dans l'ultime étape montagneuse. En plus de sa victoire au classement général, elle est meilleure grimpeuse de l'épreuve,. Elle enchaîne au Tour du Pays basque, où elle gagne la dernière étape, elle s'adjuge ainsi classements général, par points et de la montagne. Intouchable sur les courses par étapes, elle ajoute à son palmarès deux autres courses du World Tour, avec le Tour de Burgos et le Tour de Suisse, où elle gagne à chaque fois plusieurs étapes.
En août, aux Jeux olympiques, elle est cinquième du contre-la-montre, puis est piégée par la chute de Chloé Dygert sur la course en ligne.
Demi Vollering est la grande favorite au départ du Tour de France Femmes 2024. Elle s'empare du maillot jaune lors de la 3e étape disputée contre-la-montre à Rotterdam qu'elle remporte et assoit sa domination à l'issue de la 4e étape, à Liège, où elle termine deuxième derrière Puck Pieterse. Mais, le lendemain, elle fait partie d'une importante chute à six kilomètres de l'arrivée à Amnéville, concède 1 min 47 s dans l'aventure et doit céder son maillot jaune à Katarzyna Niewiadoma. Lors de la dernière étape avec une arrivée à l'Alpe d'Huez, elle part à l'attaque à plus de 50 kilomètres de l'arrivée dans l'ascension du col du Glandon en compagnie de sa compatriote Pauliena Rooijakkers qui ne la relaie guère, tente de résorber son retard au classement général sur le maillot jaune Katarzyna Niewiadoma, gagne l'étape en reprenant plus d'une minute à Niewiadoma mais échoue à quatre secondes au classement général qui consacre la Polonaise.
Aux championnats du monde, sur le contre-la-montre, Demi Vollering prend la deuxième place. Sur la course en ligne, elle multiplie les efforts et les attaques mais doit se contenter de la cinquième place,.

### 2025: FDJ-Suez

#### 2025: doublé sur le Tour d'Espagne
Vollering commence sa saison 2025 à l'occasion du Tour de la Communauté de Valence qu'elle remporte ainsi qu'une étape,. Elle enchaîne ensuite avec sa campagne des classiques. Elle remporte les Strade Bianche puis termine sur le podium du Circuit Het Nieuwsblad, de la Flèche wallonne et de Liège-Bastogne-Liège. En mai, elle prend le départ du Tour d'Espagne féminin en tant que tenante du titre et favorite. Après le contre-la-montre inaugural et deux étapes promises au sprinteuses, Vollering monte sur le podium de la première étape accidentée de la compétition et se place à une vingtaine de secondes du maillot rouge. Le lendemain, elle s'impose au sommet du Lagunas de Neila et récupère la tête du classement général. Lors de la 7e et dernière étape, elle triomphe une nouvelle fois en solitaire et s’adjuge sa deuxième victoire consécutive sur le Tour d'Espagne. Toujours en mai, elle remporte le Tour du Pays basque puis le Tour de Catalogne ainsi que trois étapes au total,.

## Palmarès sur route

### Par année
| - 2019 - Prologue du Festival Elsy Jacobs - Tour d'Émilie - 2e du Festival Elsy Jacobs - 3e de Liège-Bastogne-Liège - 5e de la Flèche wallonne - 7e de l'Amstel Gold Race - 2020 - 3e de la Setmana Ciclista Valenciana - 3e de La course by Le Tour de France - 3e de la Flèche wallonne - 7e de Gand-Wevelgem - 7e du Tour des Flandres - 2021 - Liège-Bastogne-Liège - La course by Le Tour de France - Women's Tour : - Classement général - 3e étape (contre-la-montre) - 2e de la Flèche brabançonne - 2e de l'Amstel Gold Race - 2e de l'Emakumeen Nafarroako Klasikoa - Médaillée de bronze du championnat d'Europe du relais mixte contre-la-montre - 3e du Tour de Burgos - 3e du Tour d'Italie - 5e du championnat d'Europe sur route - 5e du Simac Ladies Tour - 6e des Strade Bianche - 7e du championnat du monde sur route - 10e de la Flèche wallonne - 2022 - Flèche brabançonne - Tour du Pays basque : - Classement général - 1re, 2e et 3e étapes - 4e étape du Tour de Burgos - 2e de l'Amstel Gold Race - 2e du Circuit Het Nieuwsblad - 2e du Tour de France - 2e du contre-la-montre par équipes de l'Open de Suède Vårgårda - 3e de la Flèche wallonne - 3e de Liège-Bastogne-Liège - 3e du Tour de Burgos - 3e du Ceratizit Challenge by La Vuelta - 2023 - Championne des Pays-Bas sur route - Strade Bianche - À travers les Flandres - Amstel Gold Race - Flèche wallonne - Liège-Bastogne-Liège - 5e et 7e étapes de La Vuelta Femenina - 1re et 2e étapes du Tour du Pays basque - Tour de Burgos : - Classement général - 2e et 4e étapes - Tour de France - Classement général - 7e étape - Tour de Romandie : - Classement général - 2e étape - Médaillée d'argent du championnat du monde sur route - 2e du Tour des Flandres - 2e de la Flèche brabançonne - 2e de La Vuelta Femenina - 2e du Tour du Pays basque - 2e du Tour de Suisse - 6e du championnat du monde du contre-la-montre - 10e du championnat d'Europe sur route | - 2024 - Tour d'Espagne : - Classement général - 5e et 8e étapes - Tour du Pays basque : - Classement général - 3e étape - Tour de Burgos : - Classement général - 2e et 4e étapes - Tour de Suisse : - Classement général - 1re, 2e et 4e étapes - 3e (contre-la-montre) et 8e étapes du Tour de France - 3e étape du Tour de Romandie - Médaillée d'argent du championnat du monde du contre-la-montre - 2e de la Flèche brabançonne - 2e de la Flèche wallonne - 2e du Tour de France - 2e du Tour de Romandie - 3e des Strade Bianche - 3e de Liège-Bastogne-Liège - 5e du contre-la-montre des Jeux olympiques - 5e du championnat du monde sur route - 6e du Circuit Het Nieuwsblad - 8e du Tour des Flandres - 2025 - Tour d'Espagne : - Classement général - 5e et 7e étapes - Setmana Ciclista Valenciana : - Classement général - 1re étape - Strade Bianche - Tour du Pays basque : - Classement général - 3e étape - Tour de Catalogne : - Classement général - 2e étape - 2e de la Flèche wallonne - 2e du Tour de Suisse - 2e du Tour de France - 3e du Circuit Het Nieuwsblad - 3e de Liège-Bastogne-Liège - 4e de Milan-San Remo |

### Résultats sur les grands tours

#### Tour d'Italie
2 participations :
- 2019 : 13e
- 2021 : 3e

#### Tour de France
4 participations :
- 2022 : 2e,  vainqueure du classement de la meilleure grimpeuse
- 2023 :  Vainqueure du classement général et de la 7e étape,  maillot jaune pendant deux jours
- 2024 : 2e, vainqueure des 3e et 7e étapes,   maillot jaune pendant deux jours,  vainqueure du classement de la combativité
- 2025 : 2e

#### Tour d'Espagne
3 participations :
- 2023 : 2e, vainqueure des 5e et 7e étapes,  maillot rouge pendant un jour
- 2024 :  Vainqueure du classement général et des 5e et 8e étapes,  maillot rouge pendant quatre jours,  vainqueure du classement de la meilleure grimpeuse
- 2025 :  Vainqueure du classement général et des 5e et 7e étapes,  maillot rouge pendant trois jours,  vainqueure du classement de la meilleure grimpeuse

### Classements mondiaux
| Année                                 | 2018 | 2019 | 2020 | 2021 | 2022 | 2023 | 2024 |
| ------------------------------------- | ---- | ---- | ---- | ---- | ---- | ---- | ---- |
| Classement UCI                        | 329e | 21e  | 15e  | 4e   | 5e   | 1re  | 2e   |
| UCI World Tour                        | nc   | 14e  | 8e   | 2e   | 3e   | 1re  | 2e   |
|                                       |      |      |      |      |      |      |      |
| Légende : nc = non classéSource : UCI |      |      |      |      |      |      |      |

## Palmarès en gravel
- Vénétie 2023
  -  Médaillée de bronze du championnat du monde de gravel

## Distinctions
- Vélo d'or Femmes : 2023
- Cycliste néerlandaise de l'année : 2023